# Hydnum repandum
 Hydnum repandum (Carl von Linné, 1753), sin. Sarcodon repandus (Carl von Linné, 1753 ex Lucien Quélet, 1886), din încrengătura Basidiomycota în familia Hydnaceae și de genul Hydnum, este un soi de ciuperci comestibile care coabitează, fiind un simbiont micoriza (formează micorize pe rădăcinile arborilor). Ciuperca este cunoscută în popor sub numele flocoșel, burete țepos sau barba unchiașului. Se dezvoltă în România, Basarabia și Bucovina de Nord, crescând în grupuri sau cercuri mari (deseori exemplarele sunt îngrămădite unul în altul), în păduri de foioase (sub fagi, mai rar pe lângă stejari) precum în cele de conifere sub molizi. Apare de la deal la munte, din (iulie) august până în noiembrie (decembrie).

## Taxonomie
Numele binomial a fost determinat drept Hydnum repandum de renumitul savant suedez Carl von Linné în volumul a 2-lea al operei sale Species Plantarum din 1753, nume curent rămas până în prezent (2019). Denumirea Sarcodon repandus a cunoscutului micolog Lucien Quélet, de verificat în lucrarea sa Enchiridion Fungorum in Europa Media et Praesertim in Gallia Vigentium din 1886, se mai găsește în cărți micologice franțuzești preponderent mai vechi. Toate celelalte încercări de modificare a taxonului, inclus cele multe variații și forme descrise, sunt acceptate sinonim, dar nu sunt folosite și astfel neglijabile.

## Descriere

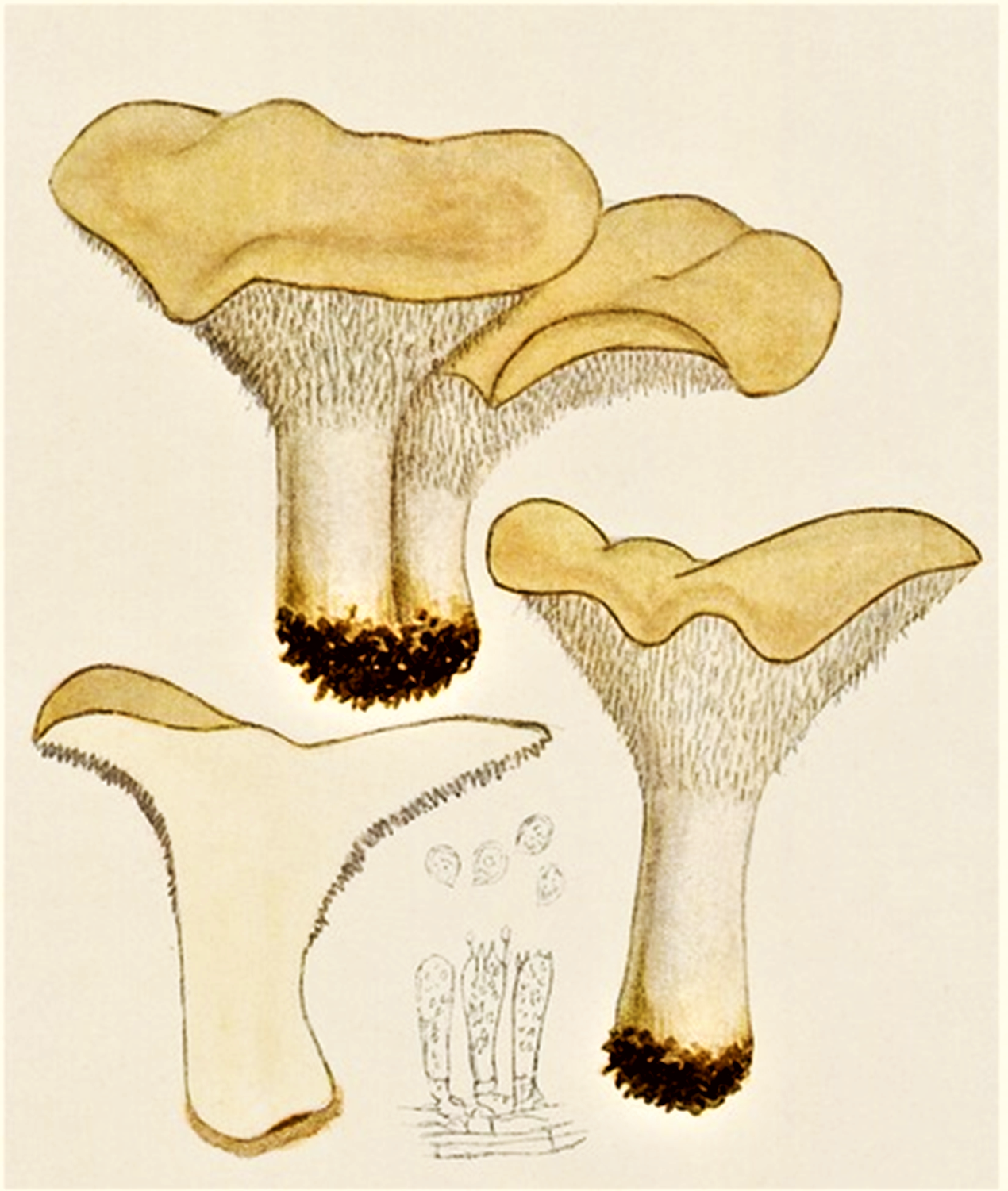
Bres.: H. repandum

- Pălăria: are un diametru de 5–15 cm, este inițial convexă, apoi plată, câteodată adâncită. Suprafața este neregulată, cu marginea ondulată și crestată, cuticula fiind netedă, catifelată, fin împâslită și brumată, având un colorit care variază de la alb gălbui până la crem-portocaliu.
- Himenoforul: nu are lamele, ci țepi. Ei sunt deși, inegali, foarte fragili și decurenți la picior. Culoarea este la început albă, mai târziu aproape întotdeauna identică cu acea a pălăriei, vârfurile devenind cu timpul maronii. Țepii pot fi îndepărtați cu ușurință.
- Piciorul:  are o înălțime de 5–8 (10) cm și o grosime de 1–3 cm, este neted, cilindric, bont, tare și plin, deseori puțin excentric, fiind albicios, ocazional și de aceiași culoare cu pălăria.
- Carnea: este tare și casantă în tinerețe, devenind la bătrânețe fibroasă, fiind de culoare alb-gălbuie. Mirosul este slab, gustul la exemplare tinere plăcut. Exemplare vechi devin întotdeauna amăruie. Aproape niciodată este năpădită de viermi.[6][7]
- Caracteristici microscopice: are spori cu pereți subțiri sunt netezi, rotunjori cu baza apiculară, hialini (translucizi), mereu cu o picătură mare uleioasă în mijloc, având o mărime de 6-8 x 6-7 microni. Pulberea lor este albicioasă. Basidiile în formă de măciucă cu 2–4 sterigme fiecare măsoară 30-40 x 6-8 microni, iar cistidele (elemente sterile situate în stratul himenal sau printre celulele din pielița pălăriei și a piciorului, probabil cu rol de excreție) sunt aproape egale privind forma și mărimea.[10]
- Reacții chimice: Buretele se decolorează cu anilină mai întâi auriu, apoi brun-roșcat, cu fenol roșu-portocaliu apoi roșu-cărămiziu, cu Hidroxid de potasiu imediat brun-gălbui și cu sulfat de fier galben.[11]

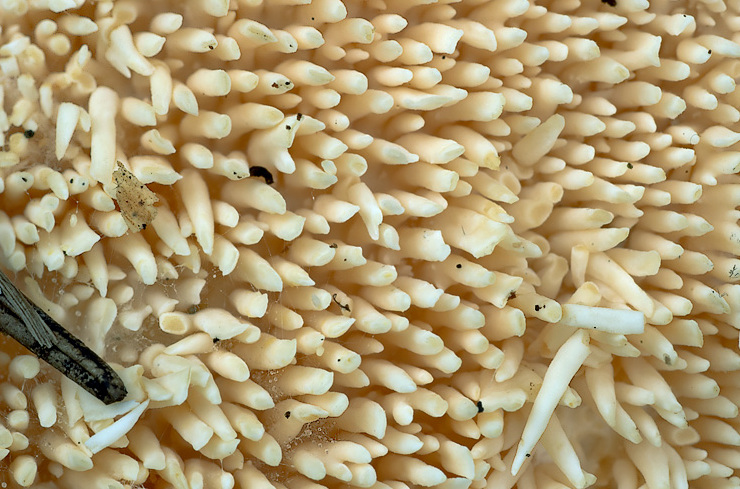
H. repandum, țepi
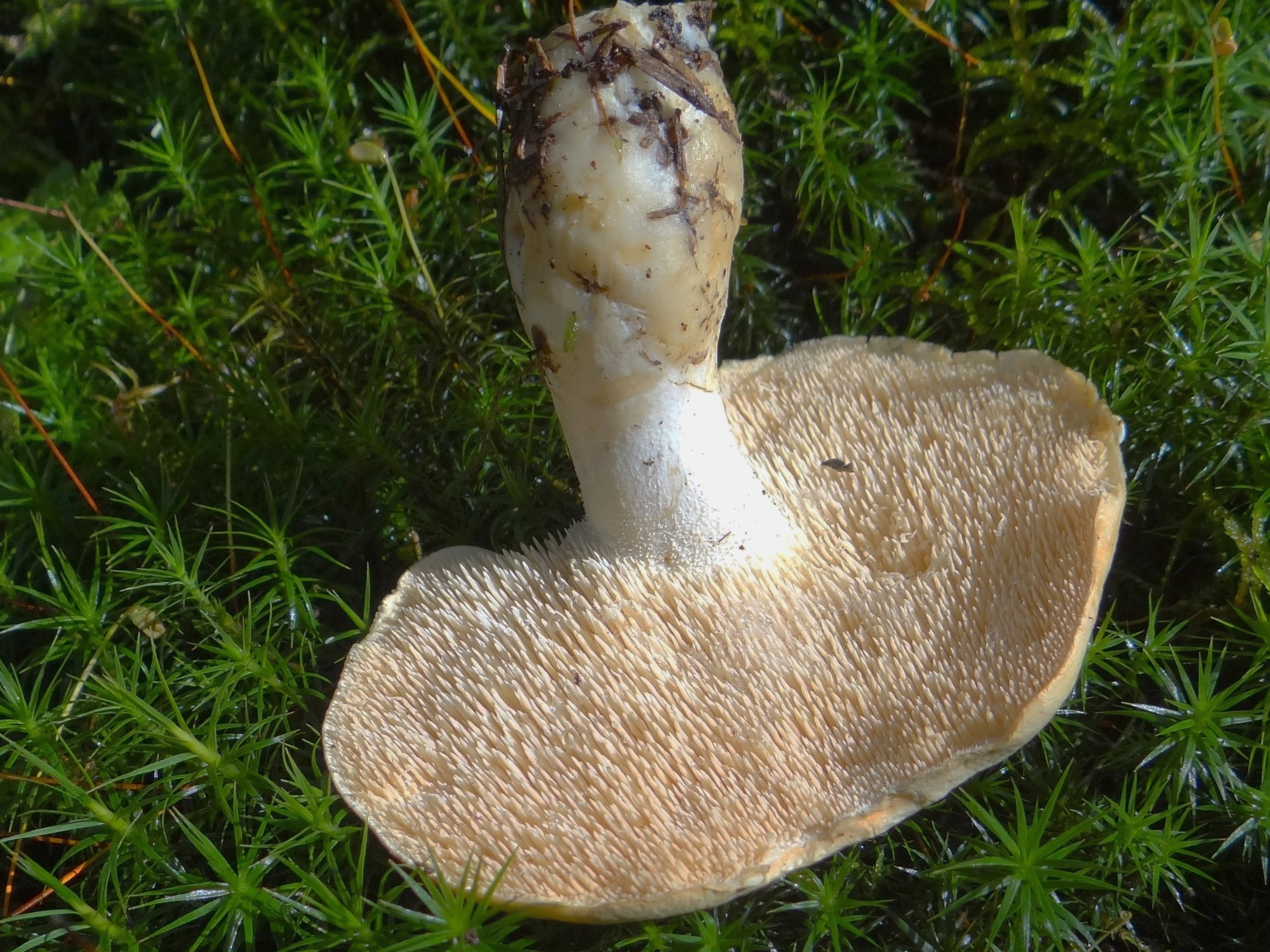
H. repandum, picior și strat fructifer
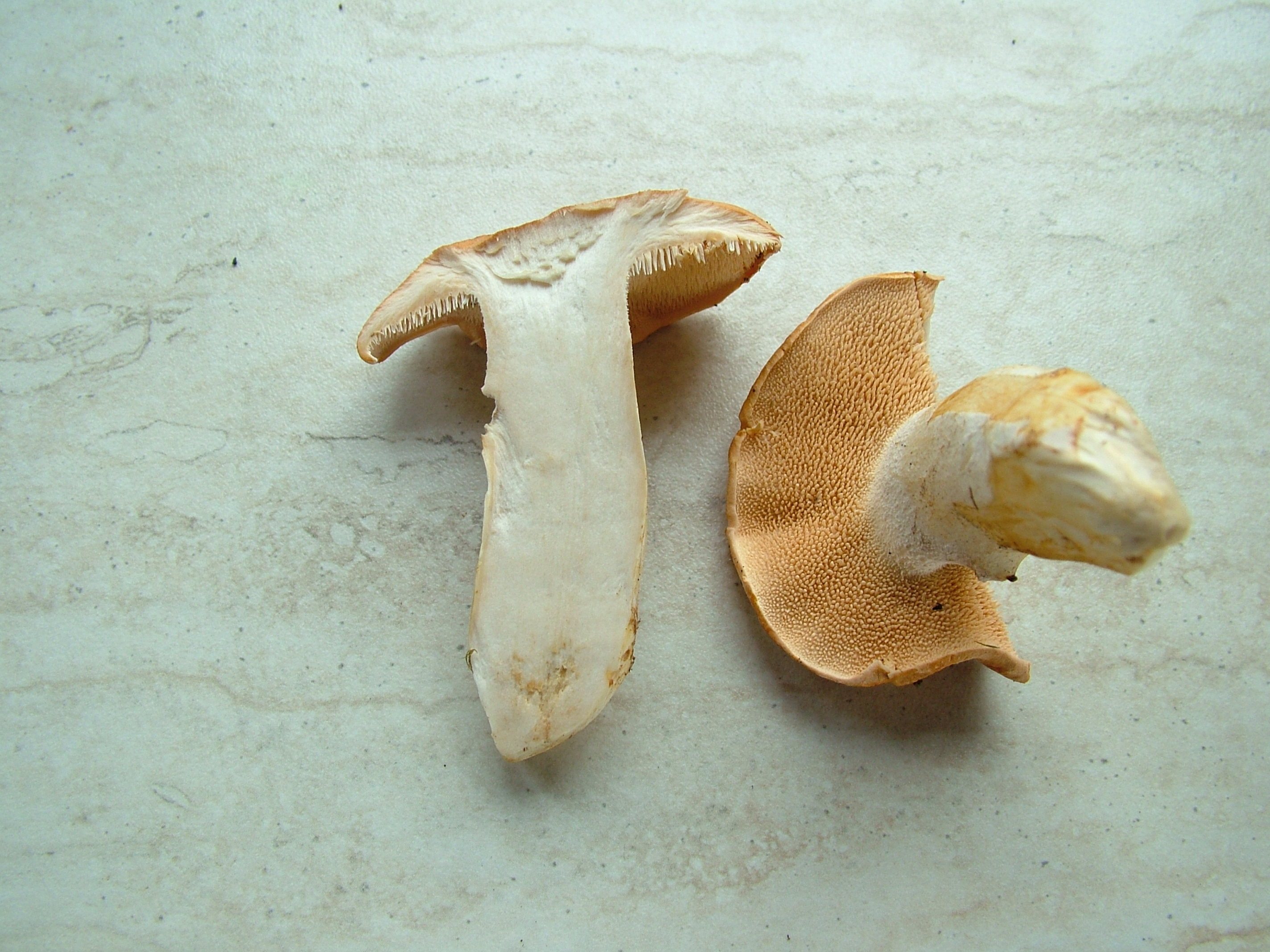
H. repandum, secțiune longitudinală
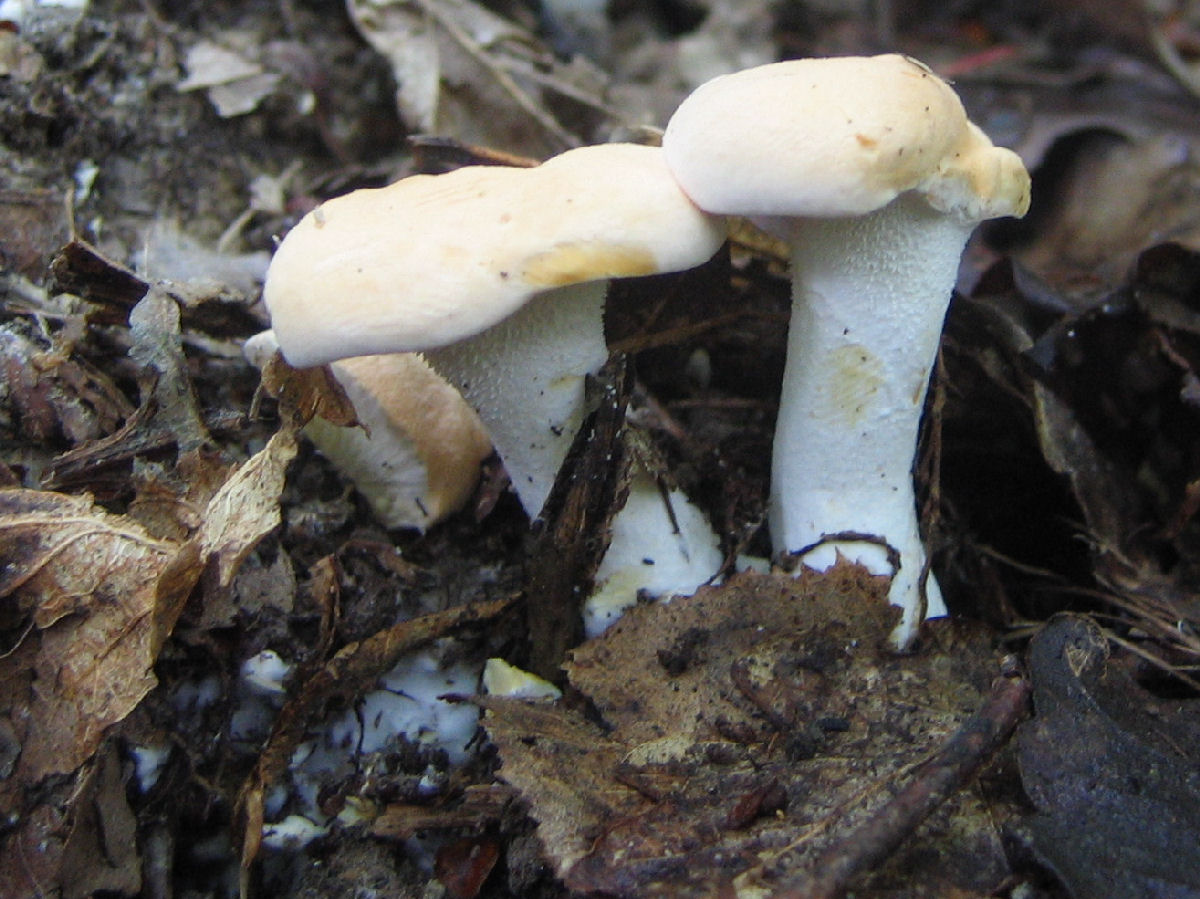
H. repandum tineri
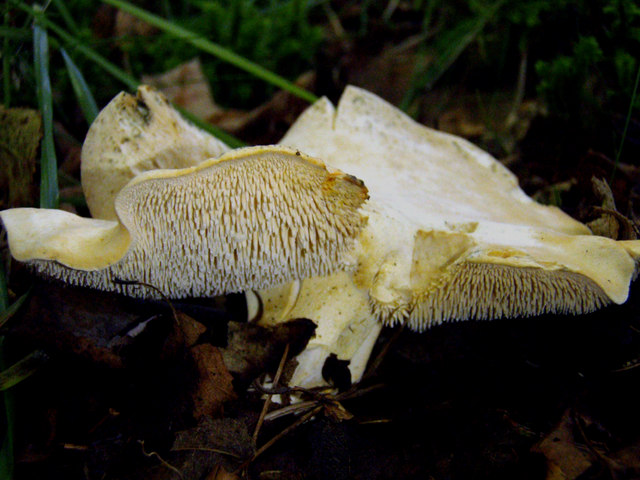
H. repandum bătrân

## Confuzii
Văzut de sus, buretele seamănă tare, mai ales în stadiu tânăr, cu Cantharellus amethysteus, Cantharellus cibarius, Cantharellus ferruginascens,Cantharellus pallens și specii înrudite, dar se deosebește clar prin aculeii săi (Himenoforul genului Cantharellus constă din pseudo-lamele), dar de asemenea cu ciupercile cu tuburi și pori Albatrellus cristatus (necomestibil), Albatrellus confluens (comestibil), Albatrellus ovinus (comestibil), de asemenea cu Hericium cirrhatum sin. Creolophus cirrhatus respectiv Hygrophoropsis aurantiaca (are lamele, carnea și piciorul formați mai slab, comestibil).
În primul rând însă, soiul poate fi confundat cu gemenul său delicios Hydnum rufescens (cu nuanțe roșiatice precum cu alte specii asemănătoare ale acestui gen, cu toate comestibile sau cel puțin neotrăvitoare, ca de exemplu Hydnum acre sin. Hydnellum mirabile (burete mai închis în culoare, amar, necomestibil) Hydnum albidum (albicios, comestibil), Hydnum subsquamosum (cuticula este mai roză, comestibil), Hydnum umbilicatum (comestibil)  sau Hydnum versipelle (burete mai închis în culoare, amar, necomestibil).

## Specii asemănătoare în imagini

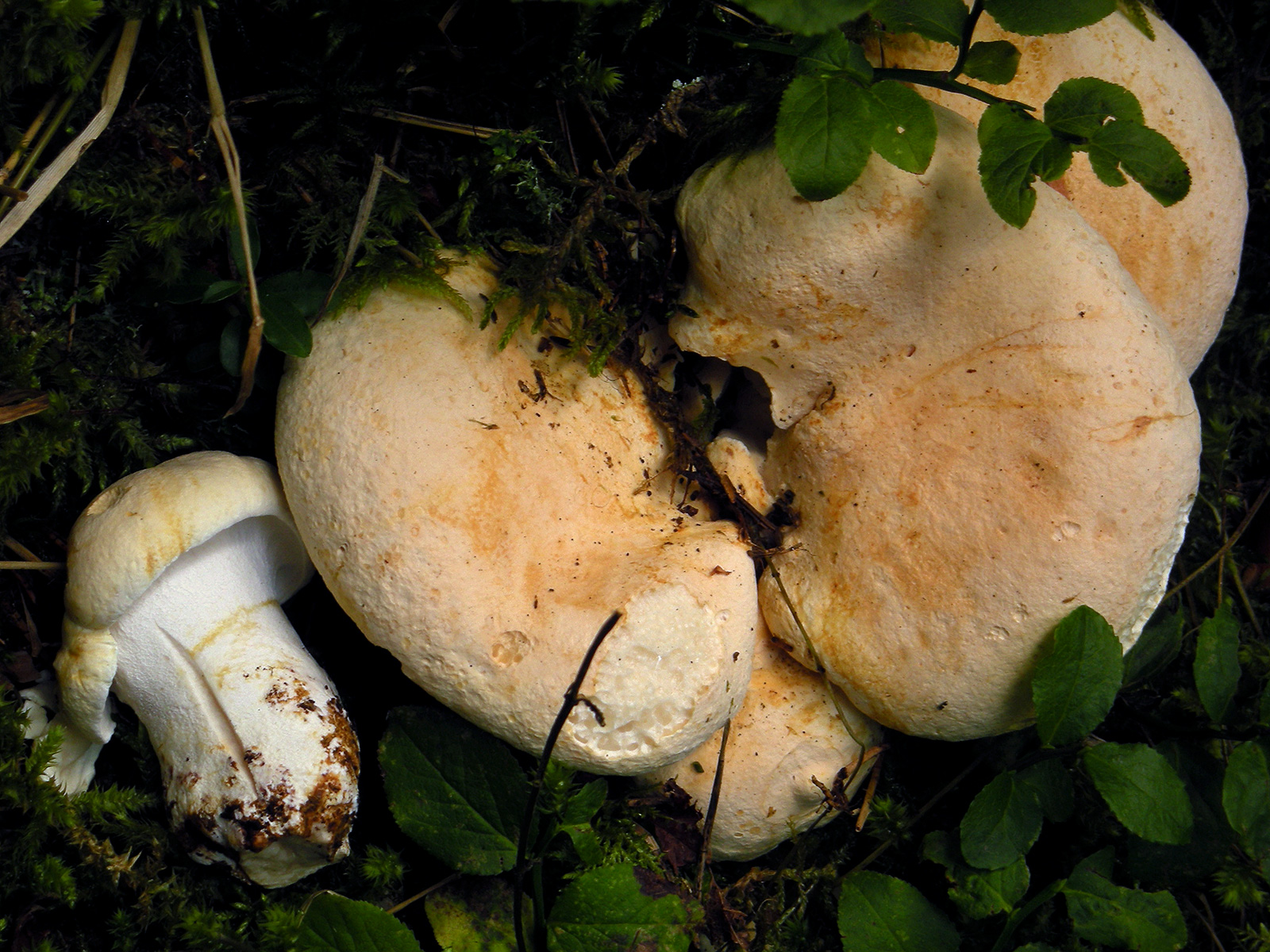
Albatrellus-confluens
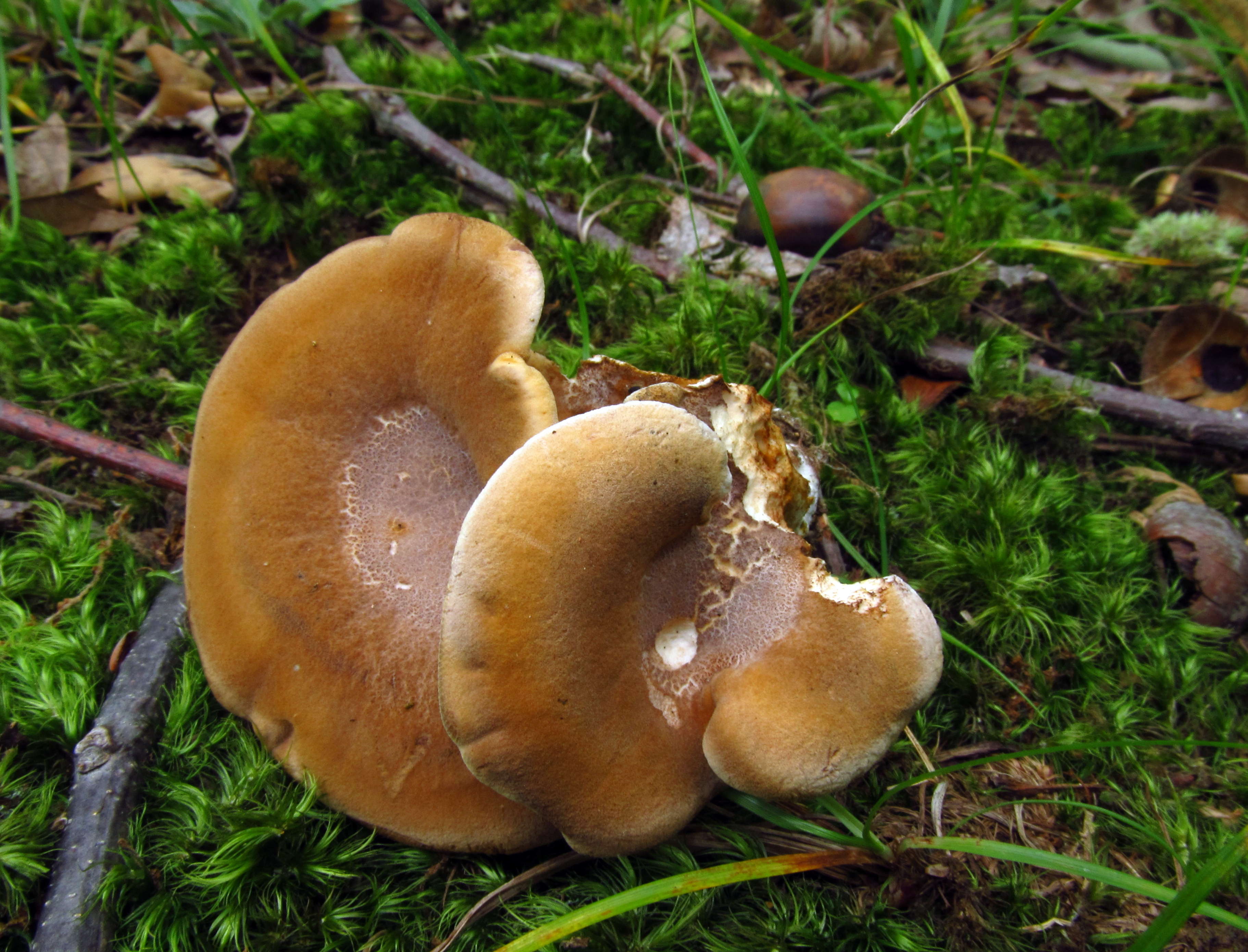
Albatrellus cristatus
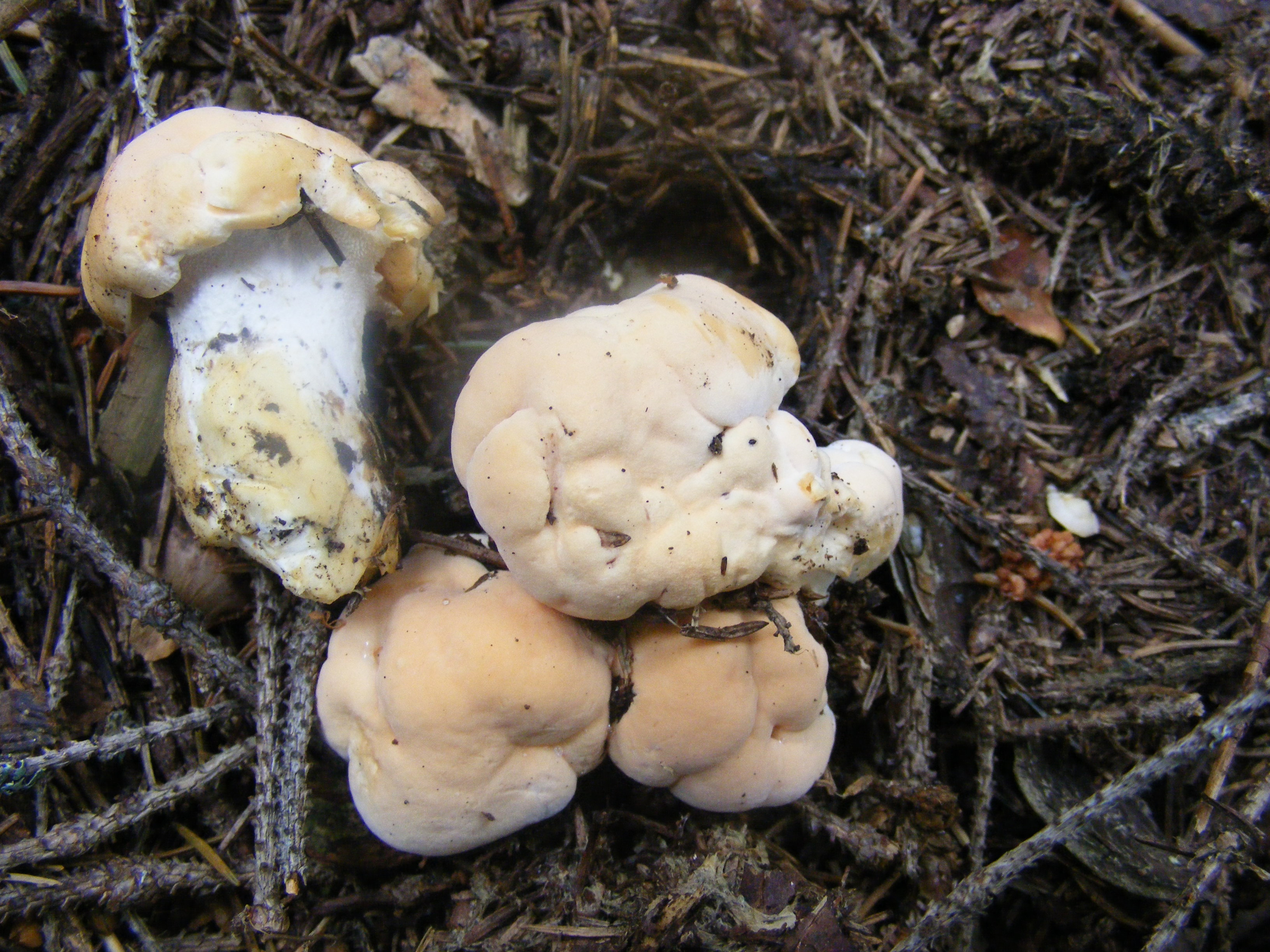
Albatrellus ovinus
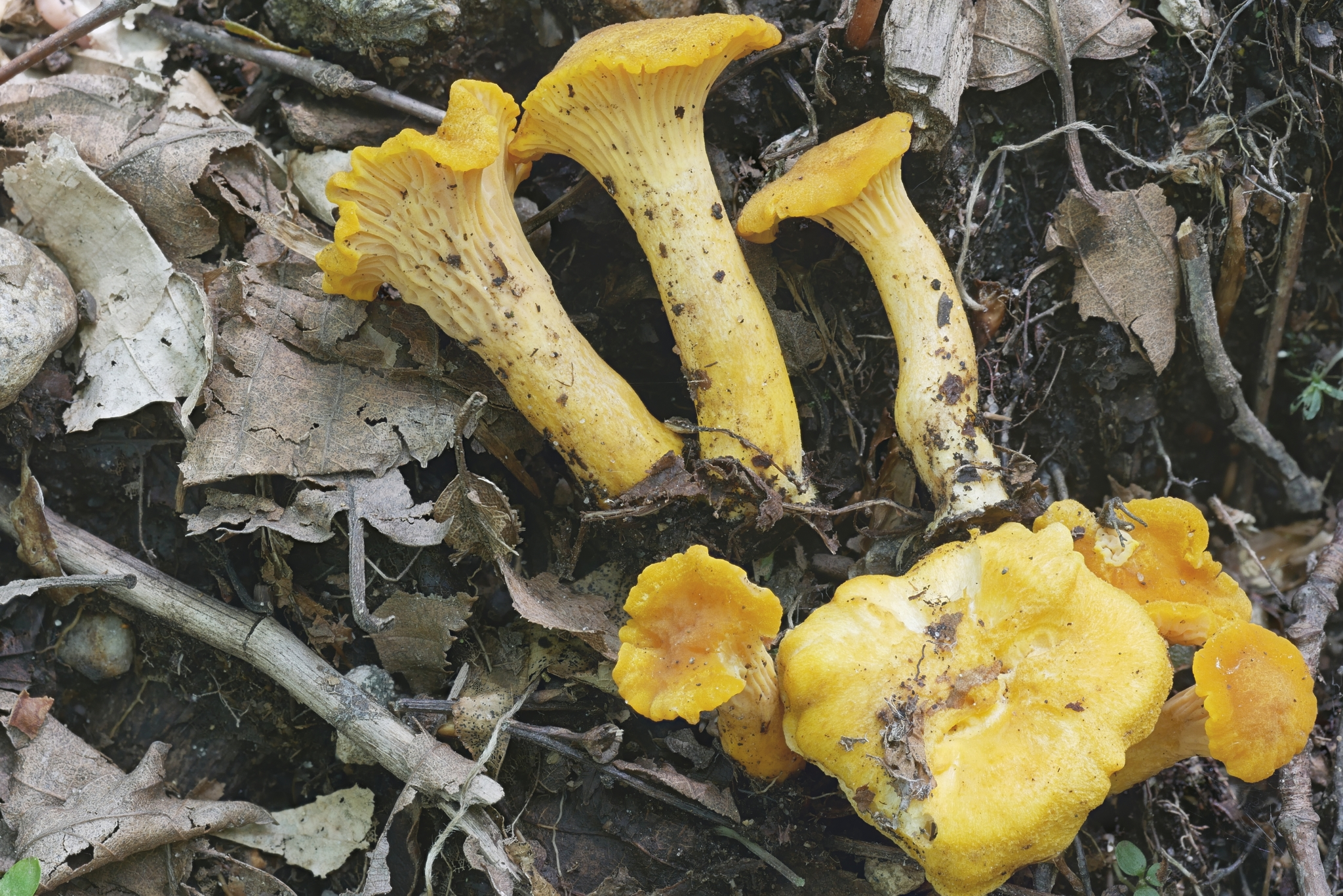
Cantharellus amethysteus
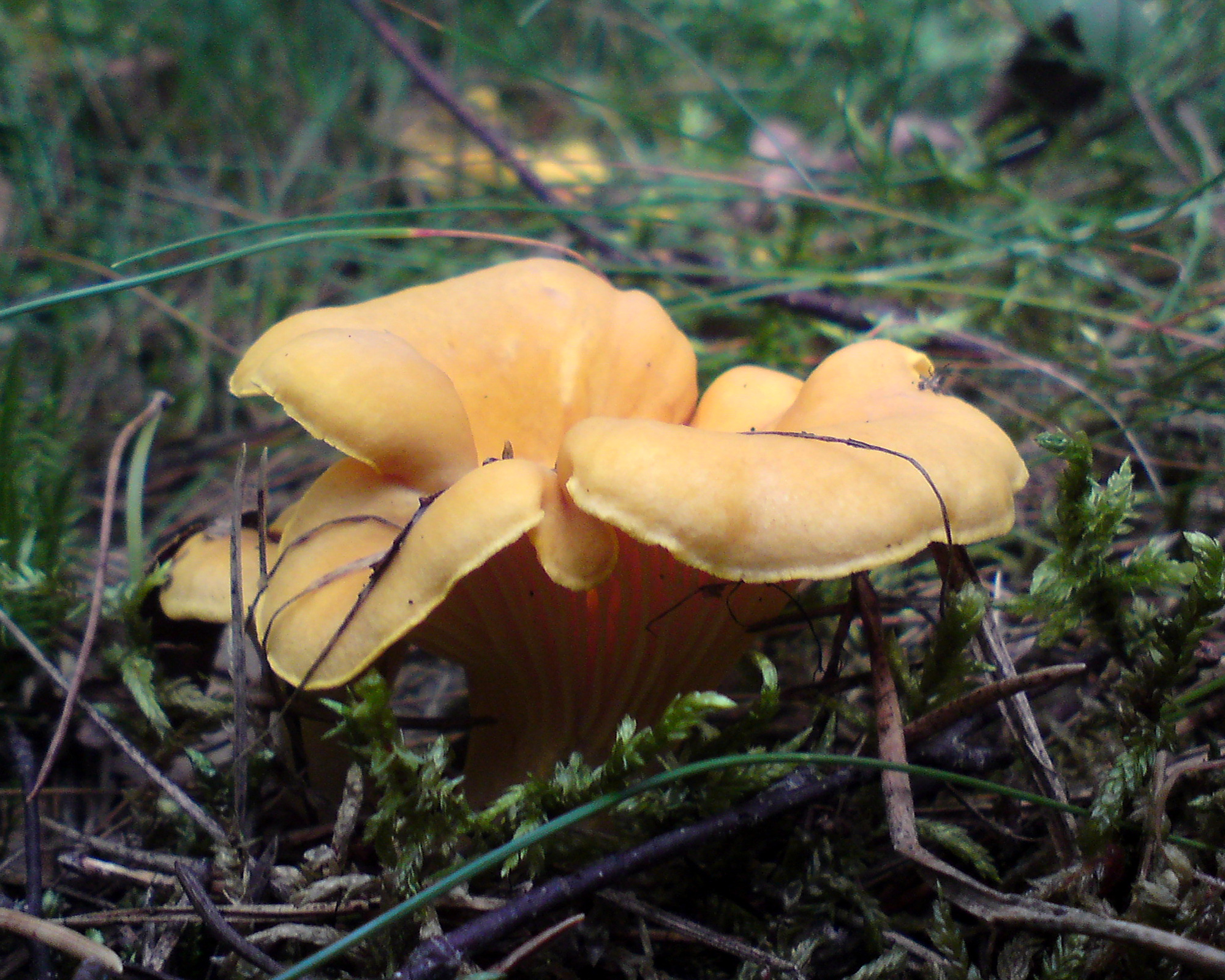
Cantharellus cibarius

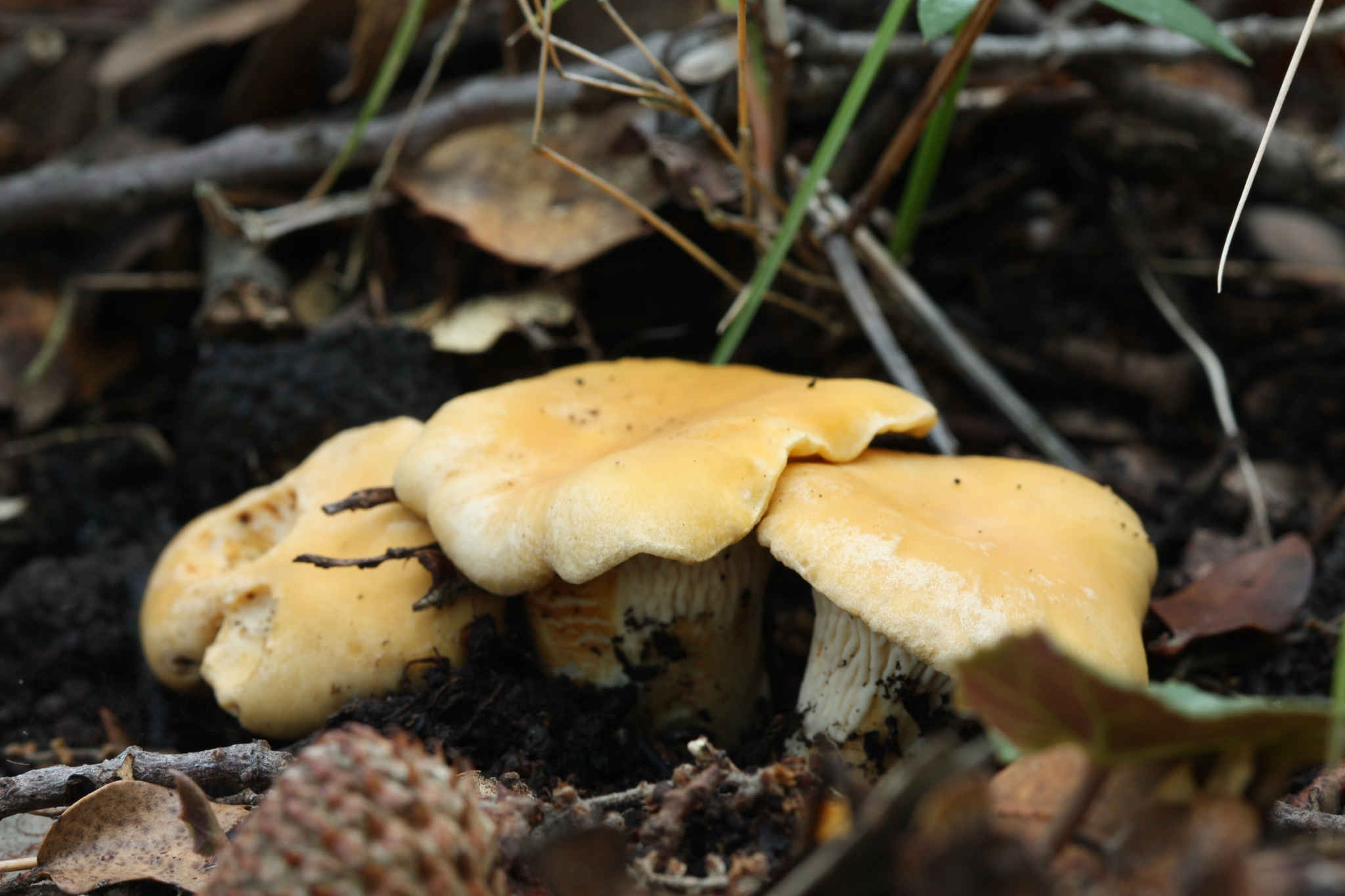
Cantharellus ferruginascens
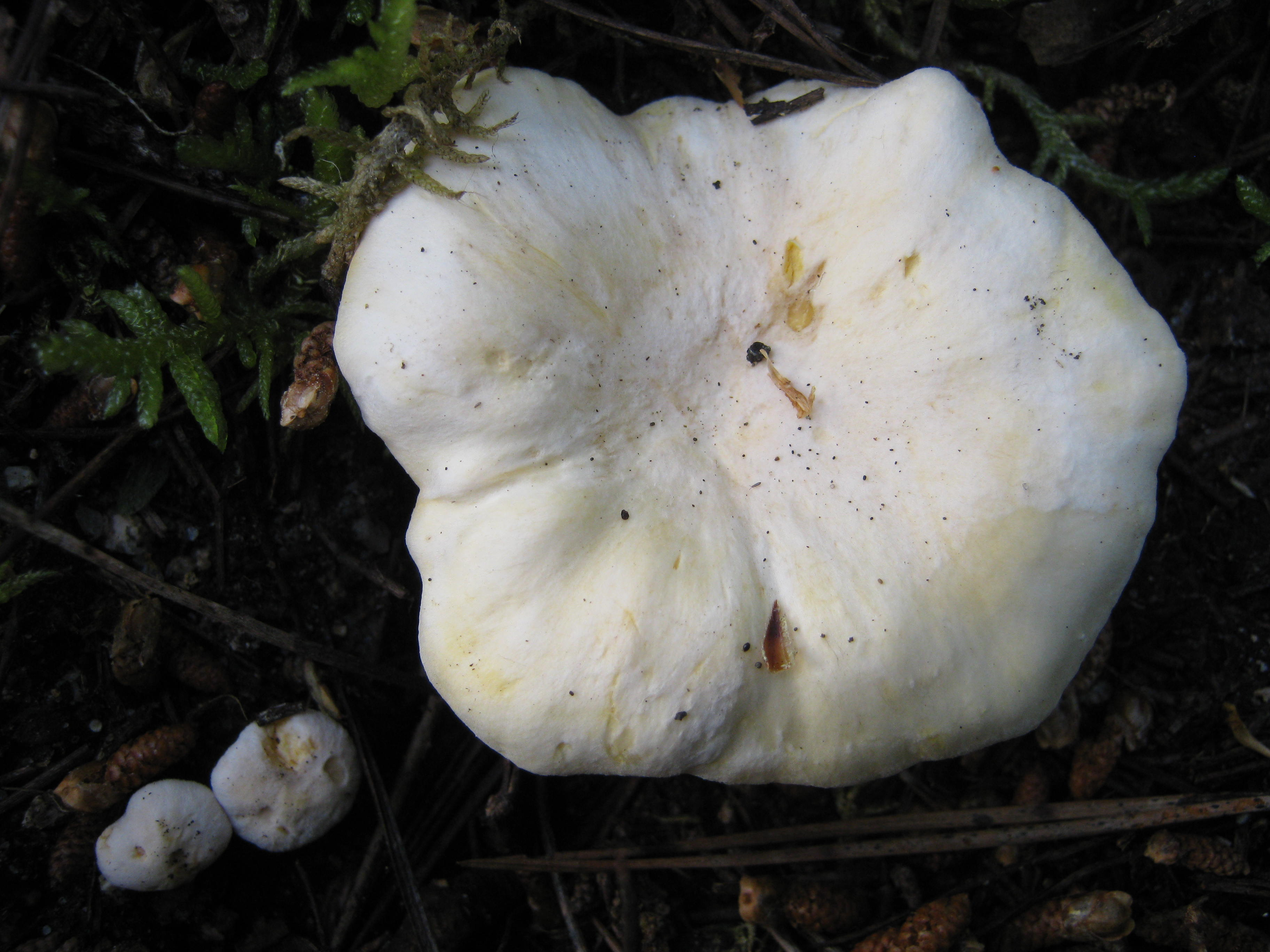
Cantharellus pallens
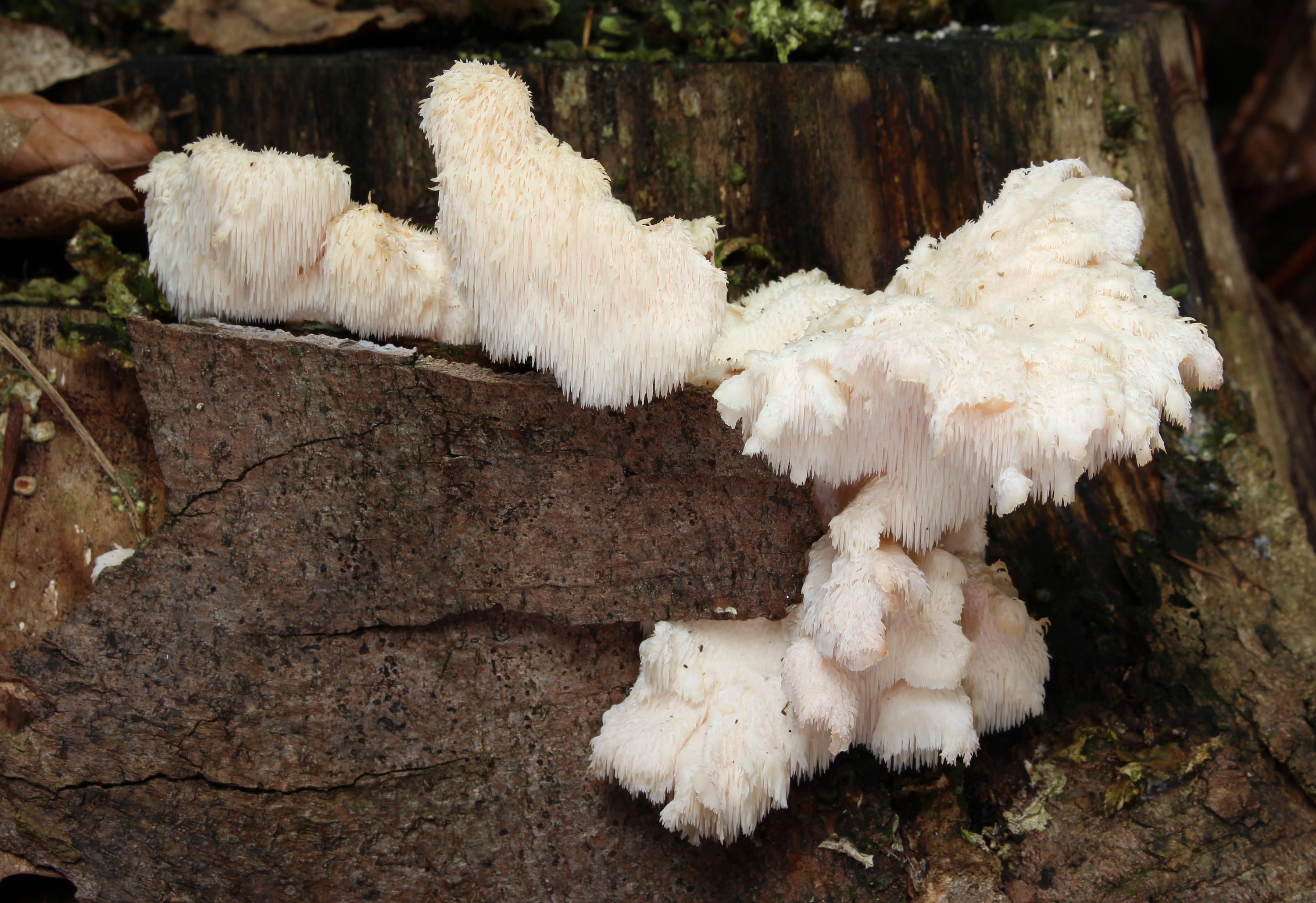
Hericium cirrhatum
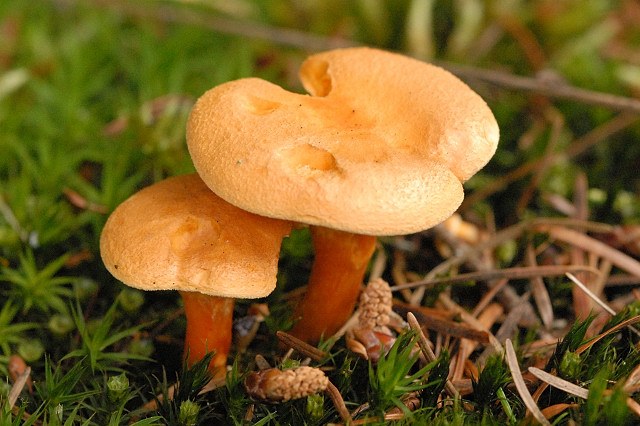
Hygrophoropsis aurantiaca

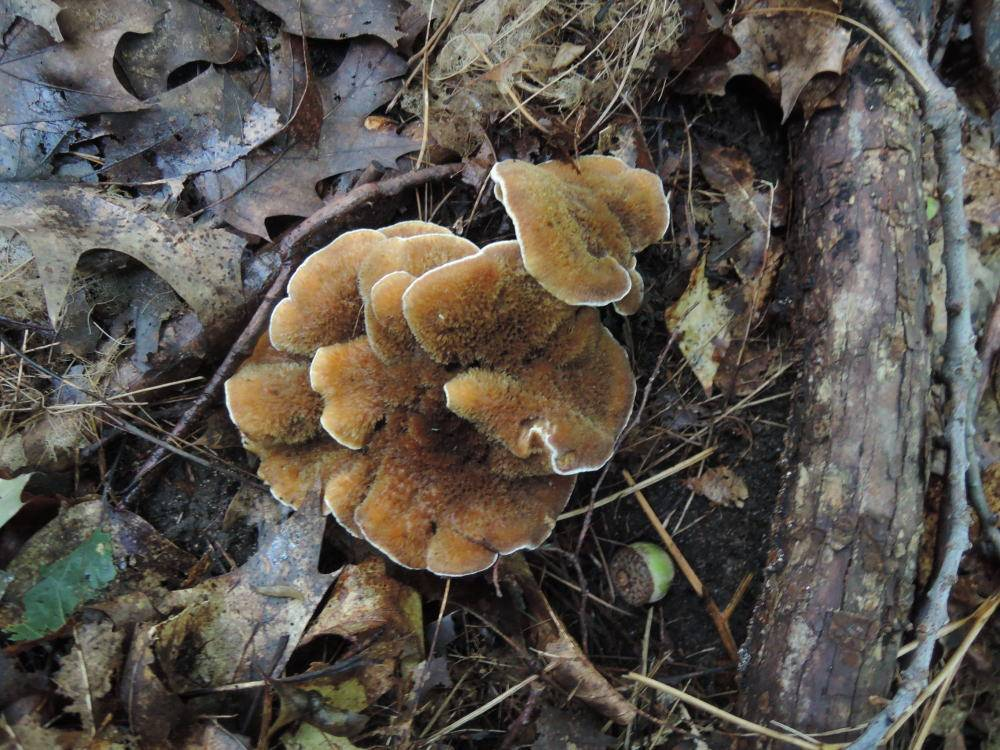
Hydnum acre sin. Hydnellum mirabile
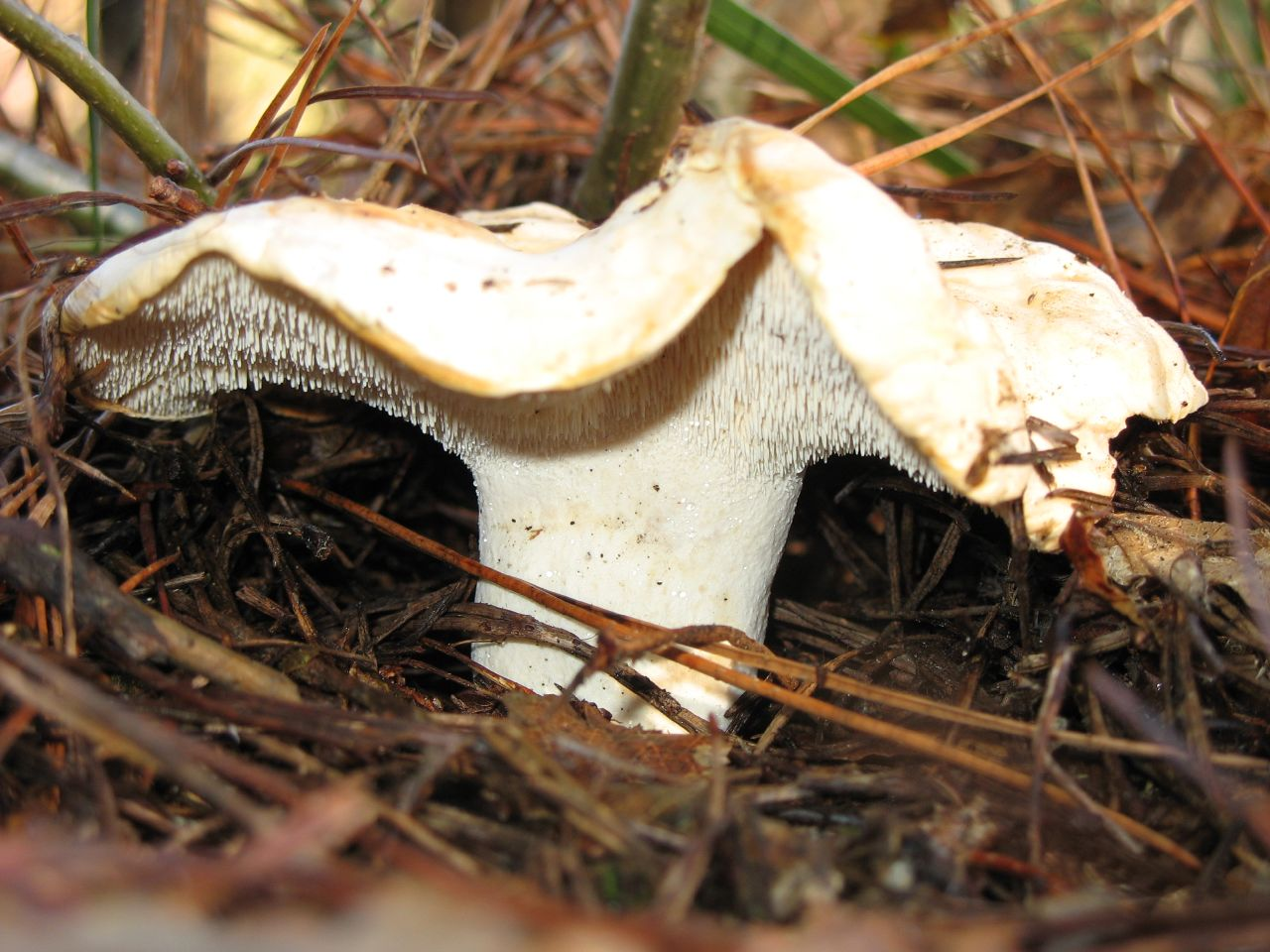
Hydnum albidum
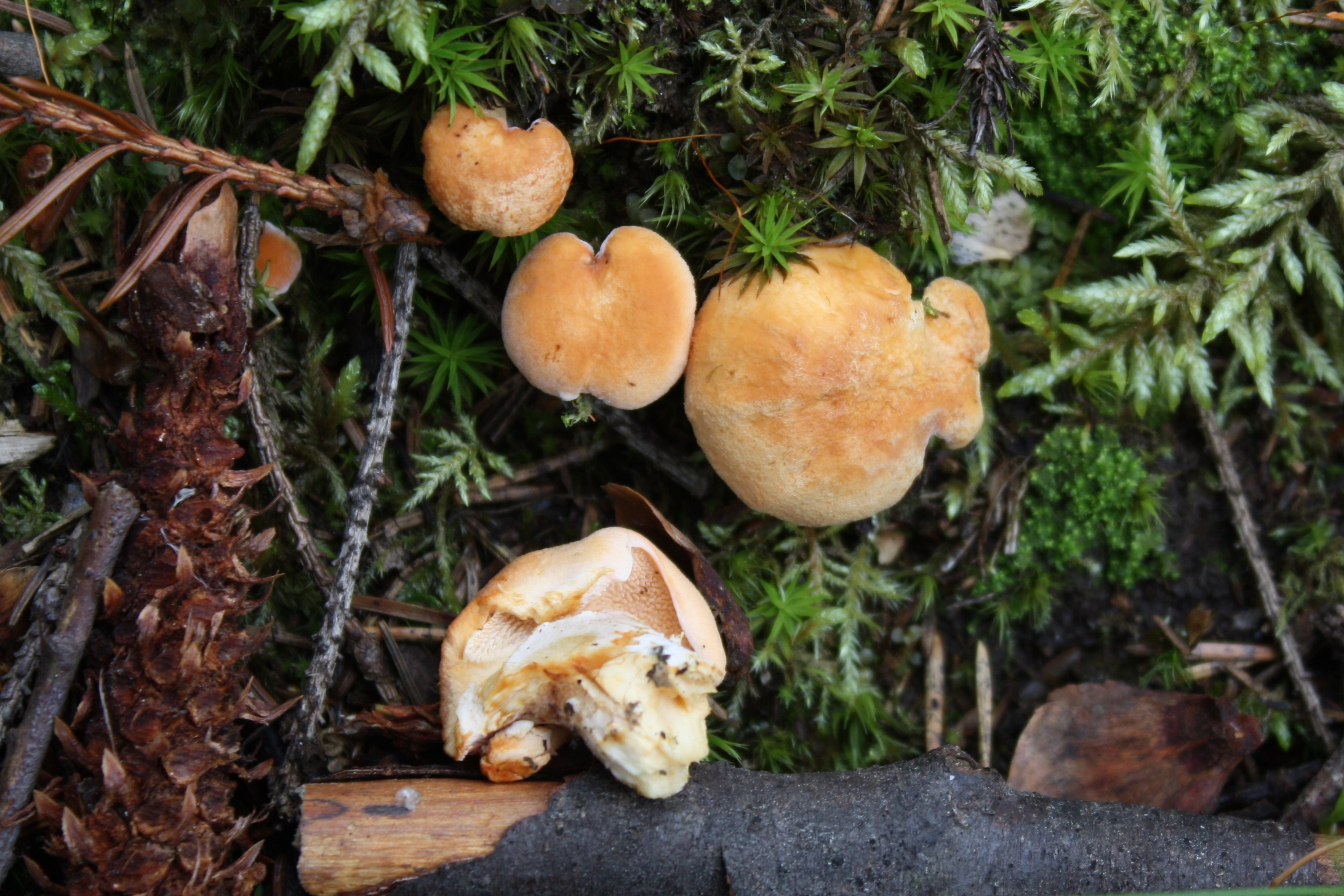
Hydnum rufescens
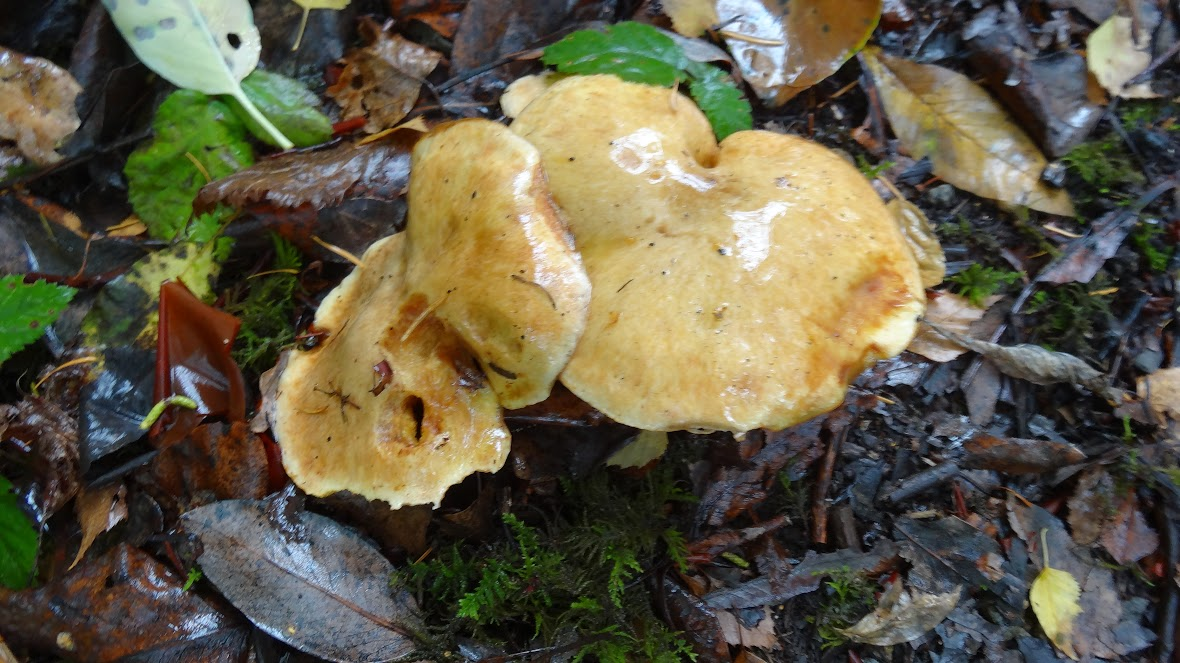
Hydnum Umbilicatum

## Valorificare
Flocoșelul este o ciupercă de calitate bună, în special exemplarele tinere. Carnea devine la cele bătrâne ceva mai scorțoasă. Mai departe, buretele are atunci un gust amar din cauza aculeilor care însă pot fi îndepărtați fără probleme. El poate fi bine adăugat la mâncăruri cu gălbiori, ambele specii fiind de consistență asemănătoare, pentru care se cere un timp de gătit mai lung.